# Arnold Robolski
Arnold Claus August Robolski (* 15. Mai 1828 in Neuhaldensleben; † 1. November 1909 in Halle (Saale)) war ein deutscher Jurist, Politiker und Publizist.

## Leben
Der Sohn des Lehrers Heinrich Robolski begann nach dem Jurastudium 1862 seine Tätigkeit als Rechtsanwalt in Wanzleben. Später arbeitete er auch als Notar. Zum Justizrat wurde er 1881 ernannt. In der Stadt Wanzleben engagierte sich Arnold Robolski zudem als konservativer Politiker. So war er langjährig als Stadtverordneter, Stadtverordnetenvorsteher und als Beigeordneter tätig. 1899 trat er in den Ruhestand und zog nach Halle. Zu seinem 80. Geburtstag wurde in Wanzleben ein Platz mit seinem Namen geehrt. Schriftstellerisch befasste sich Robolski in zwei Schauspielen mit lokalen historischen Ereignissen. Auch als Verfasser vieler kleiner Beiträge war Robolski im Wanzlebener Kreisblatt zu finden.

## Werke
- Stadt und Schloß Wanzleben in den Tagen der Reformation, Volksschauspiel zur Erinnerung an das Fest der Kirchweihe in Wanzleben am 26. Mai 1895, 1895
- Schill in Wanzleben. Schauspiel, 1905.
- Zum Gedächtnis (Feldzüge 1866 und 1870)
- Ein Flugapparat in Wanzleben